# Loi curiate
Une loi curiate, en latin lex curiata, est une loi votée par les curies assemblées en comices curiates.
En particulier, la lex curiata de imperio conférait au roi, puis, sous la République, aux magistrats élus par les comices centuriates, l’imperium et l’auspicium (c'est-à-dire « le droit de
solliciter sur le plan religieux l'approbation jupitérienne du choix politique humain par le biais des auspicia maxima d'investiture »).